# История Белорецка
Город Белорецк был основан в 1762 году вначале как селение при Белорецком заводе.

## От основания города до крестьянского восстания
Энциклопедический словарь Брокгауза и Ефрона писал о заводе:

в Верхнеуральском уезде Оренбургской губернии, в 60 верстах к западу от Верхнеуральска, на реке Белой, близ устья реки Нуры, на абсолютной высоте 1628 р. футов, под 53°58' северной широты и 53°49' восточной долготы. Основан в 1762 г. Твердышевым и Мясниковым на купленной башкирской земле Белокатайской волости, ныне вместе с Тирлянским заводом принадлежит Обществу Белорецких заводов. Поземельная дача завода 170041 десятина, из коих 152020 десятин под лесом, состоящим из сосны, пихты, ели и редко осины и березы. Местность вообще гориста; долины имеют суглинковую почву и довольно плодородны. Рудники лежат в 90 верстах от завода и за рекой Уралом, в Киргизской степи, в горе Атаче. Производство доменное, литейное, железоделательное и проволочное. При нём имеется 20 вододействующих колес, 6 турбин, 6 паровых машин и локомобиль (общее число сил 1232). В 1888 г. на нём выплавлено чугуна 728453 пуда, выделано железа 419906 пудов и железных изделий — 11081 пуд.

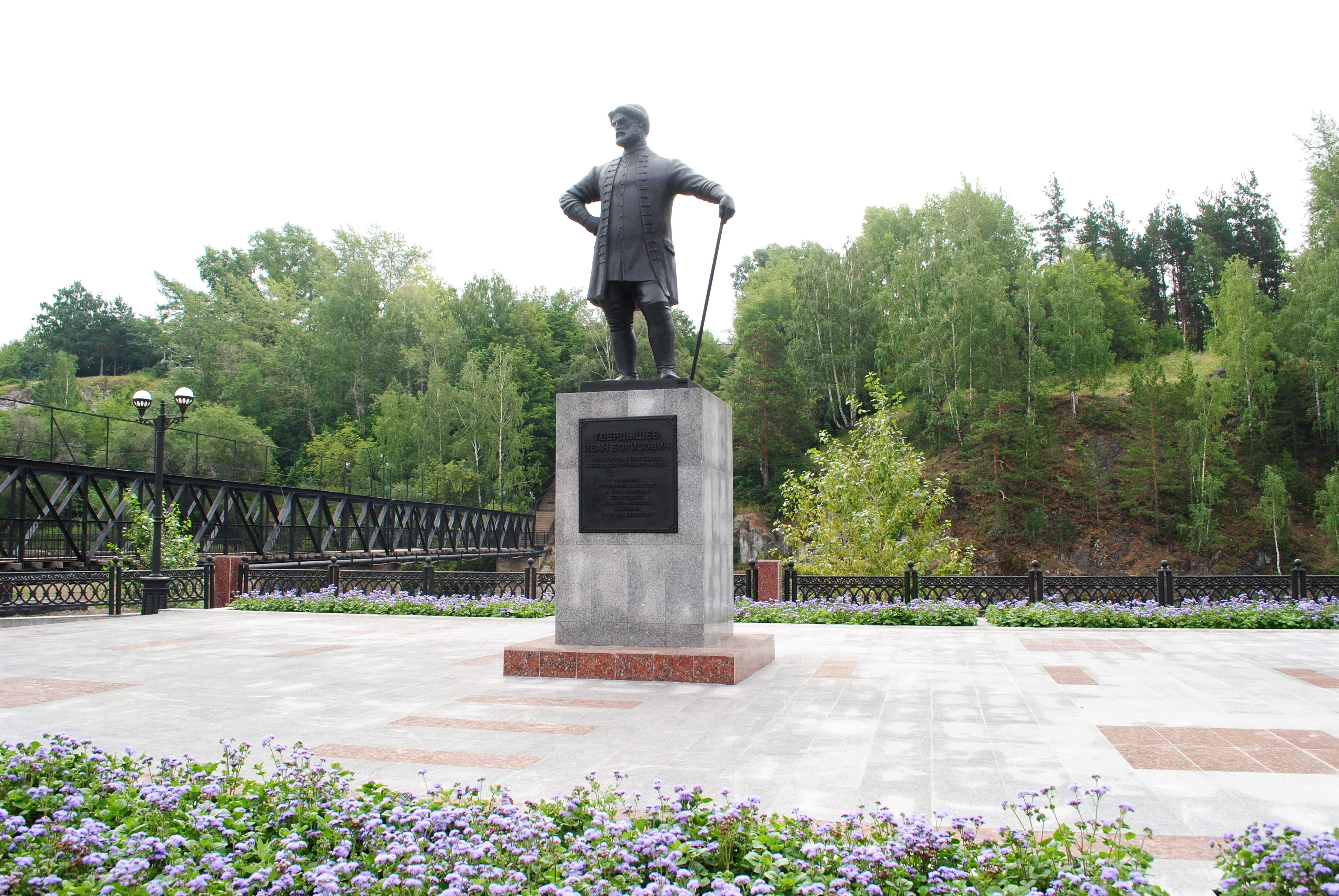
Памятник основателю Белорецкого железоделательного завода Твердышеву Ивану Борисовичу

Источником железной руды, как указано в энциклопедическом словаре Брокгауза и Ефрона, служила гора Атач (Магнитная), которая расположена на территории нынешнего города Магнитогорска.
Также источником железной руды для Белорецкого металлургического комбината служило Комарово-Зигазинское месторождение в посёлке Тукан, куда в 1926 году была проложена ветка Белорецкой узкоколейной железной дороги.
179 000 десятин земли для Белорецкого завода было куплено у башкир за 300 рублей.
В «Материалах по истории Башкирской АССР» (Т. 4. Ч. 2. С. 183—187) в одном документе за 1759 года речь идет о разрешении И. Б. Твердышеву и И. С. Мясникову строить железоделательный завод при речке Кураке (Куряклы), притоке реки Сим. В ведомости за 1761 год отмечено: «Тирлянский железный завод. Строится вновь по указу государственной берг-коллегии 1759 года в Катайской волости на реке Тирляне на покупной у башкирцов земле. И оной завод ещё не в действии, затем что ещё не построен». В третьем документе за 18 июля 1762 года те же заводчики уже просят о переносе строящегося завода с реки Тирлян (а не с реки Курака) на Белую реку. Берг-коллегия разрешила его перенести и определила «тот завод вместо Тирлянского именовать Белорецким». Ведомость за 1776 года содержит данные о том, что Белорецкий доменный молотовый завод построен в 1762 году, имеет 2 домны, 14 молотов. Однако первая плавка чугуна зафиксирована в 1767 году. Из чего вытекает, что завод строили в 1762—1767 годах.
Белорецкий завод был самым мощным. В 1777 году было выплавлено чугуна 110 131 пуд, в 1799 году — 154 212 пудов.
Завод заселили покупные русские крестьяне из нижегородской, пензенской, рязанской губерний и башкиры — коренные жители из окрестных деревень. В 2-3 верстах от завода появилась заводская деревня Ломовка, получившая своё название от рода занятий жителей: они были исключительно ломовыми извозчиками, поставляли на завод сырье. Заводские крестьяне поселились также в деревне Арской, расположенной в 12 верстах от места их работы. Деревни и завод заселили нижегородские, пензенские и рязанские крестьяне. В 1773 году их насчитывалось 1724 человека, в том числе 840 мужчин, по V ревизии 1795 года — 651 мужчина и 737 женщин, в деревне Ломовке — 2152 человека, в том числе 1032 мужчины (д. 41). В 1859 году Белорецкий завод имел 5583 жителя, из них — 2681 мужчина. Они проживали в 1018 домах. На Белорецком заводе были лазарет, школа, базар, железная дорога. В деревне Ломовке 1868 крестьян проживали в 305 дворах. Сведений о деревне Арской за XVIII—XIX века нет. В 1926 году хутор Арский Камень насчитывал 4, кордон Арский — 9 дворов хозяйств. Жители — русские. Село Ломовка состояло из 879 дворов и 4350 жителей. Это село существует и поныне.
Помимо работы на заводе местное население занималось земледелием, народными промыслами. Во второй половине XIX века в городе работала школа, имелась пристань, действующая церковь и лазарет.

## Крестьянское восстание 1773—1775 годов в истории Белорецка
С горсткой казаков из личной сотни и башкир Пугачев Емельян отошёл к селу Ташла, затем за излучину реки Белой, прибыв сначала на Воскресенский завод, а затем на Белорецкий завод, где пробыл до 1 мая 1774 года. Причиной, по которой он получил передышку в целый месяц, послужила смерть командующего Бибикова, вызвавшая интриги среди генералов. Генерал Голицын был недоволен назначением на этот пост генерала Щербатова. В результате разбитые и рассеянные по степи отряды восставших постепенно собрались на Южном Урале, 5-6 мая восставшие штурмуют Магнитную крепость, во время штурма Пугачёв ранен в правую руку.
На заводе формировались отряды из работных людей и крестьян, создавалась новая администрация. Было налажено производство вооружения и боеприпасов.
13 апреля 1774 года на Белорецкий завод прибыл Емельян Пугачев. Большая толпа жителей во главе с белорецким работным человеком Василием Акаевым хлебом и солью встречала крестьянского царя.
Три недели на Белорецком заводе находился центр крестьянского восстания.
Кинзя Арсланов собирает на завод башкирскую конницу для поддержки Пугачева.
2 мая 1774 года войско Пугачева отправилось с завода на Казань.

## Фотогалерея старого Белорецка

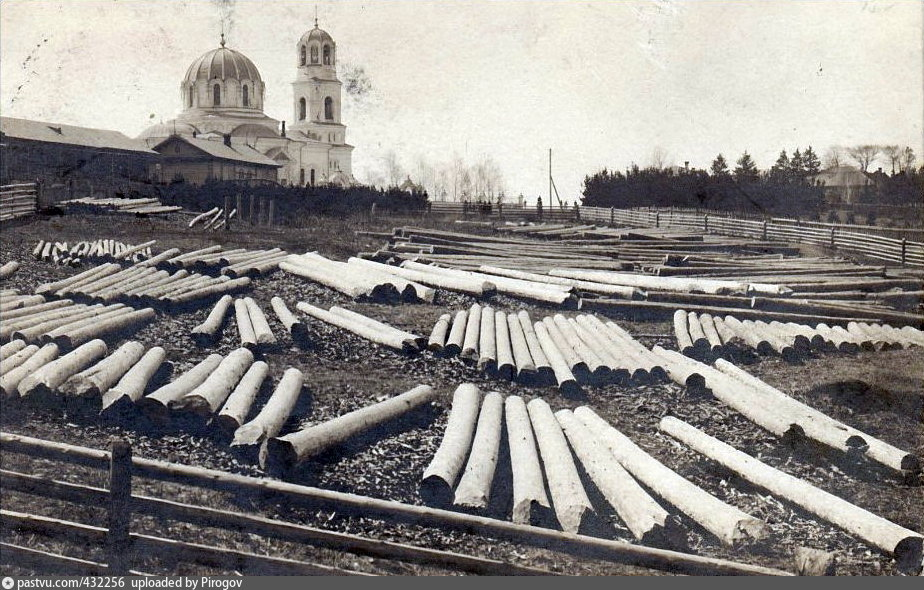
Белорецкий завод. Свято-Троицкая церковь
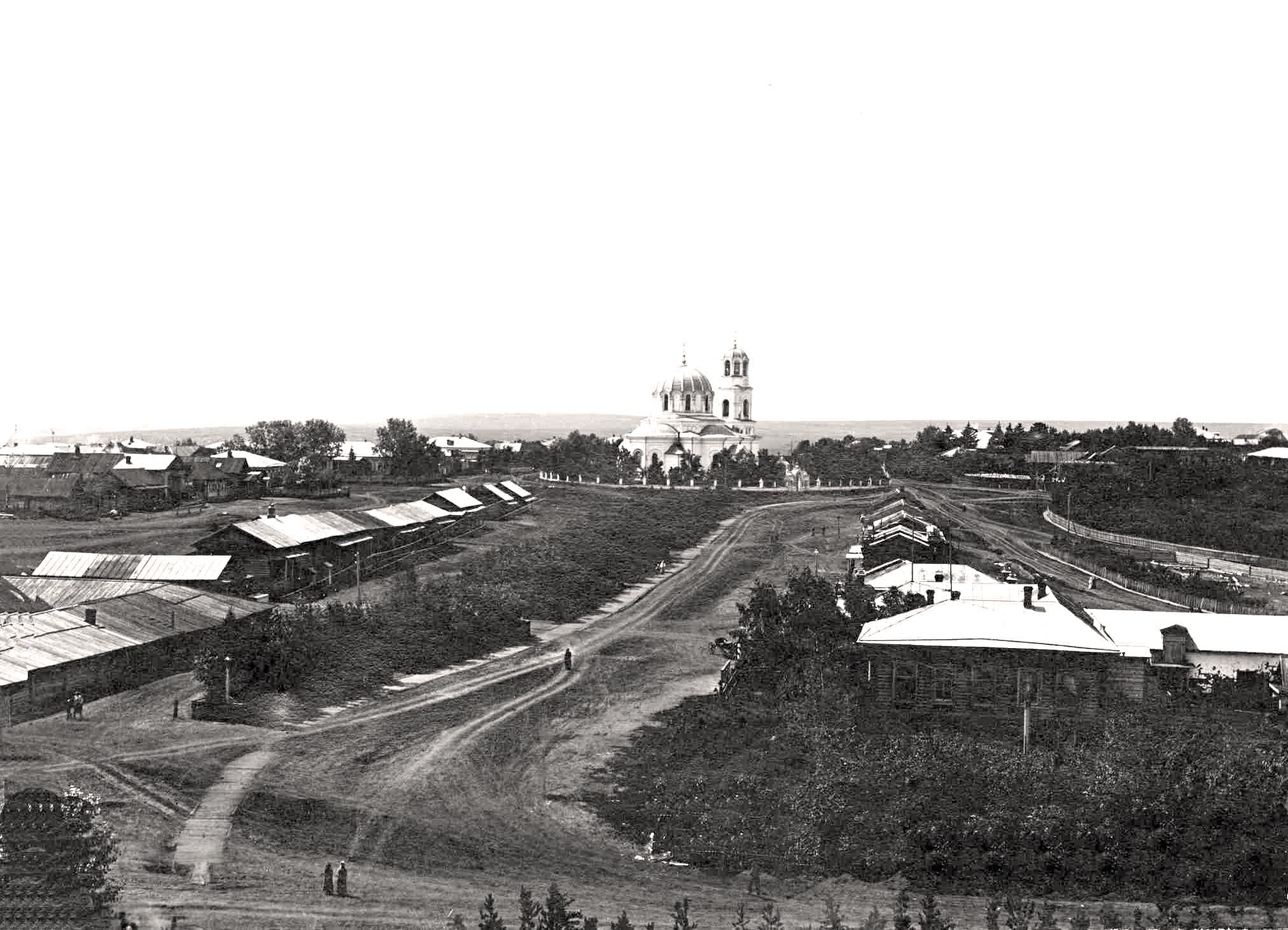
Белорецк. Вид на юго-запад. Около 1910-1925г.
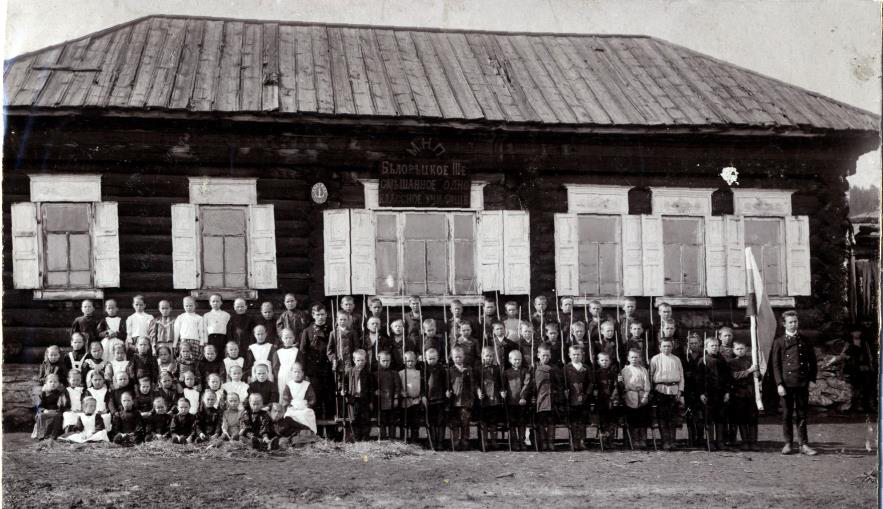
Белорецк. Третье смешанное одноклассное училище. Около 1910 и 1917г.
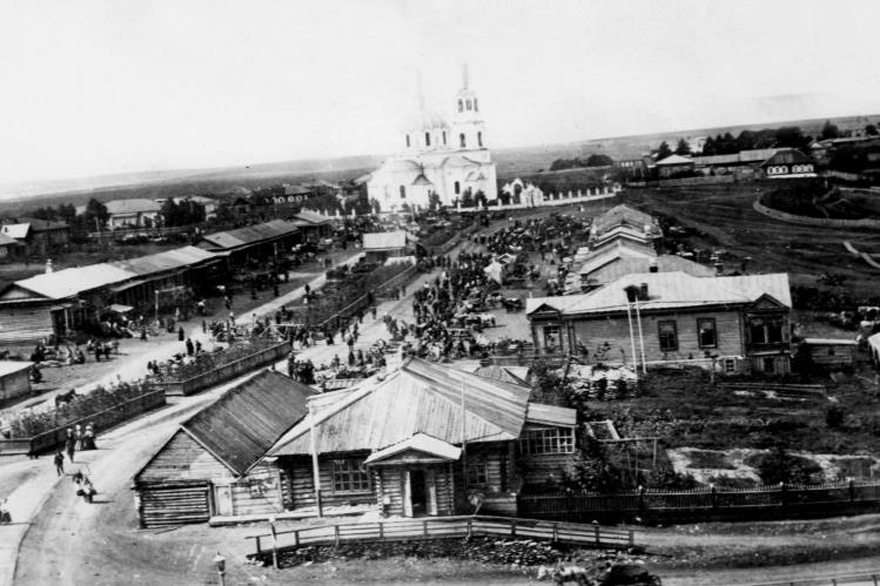
Белорецк. Здание старой почты. Около 1900 и 1910г.
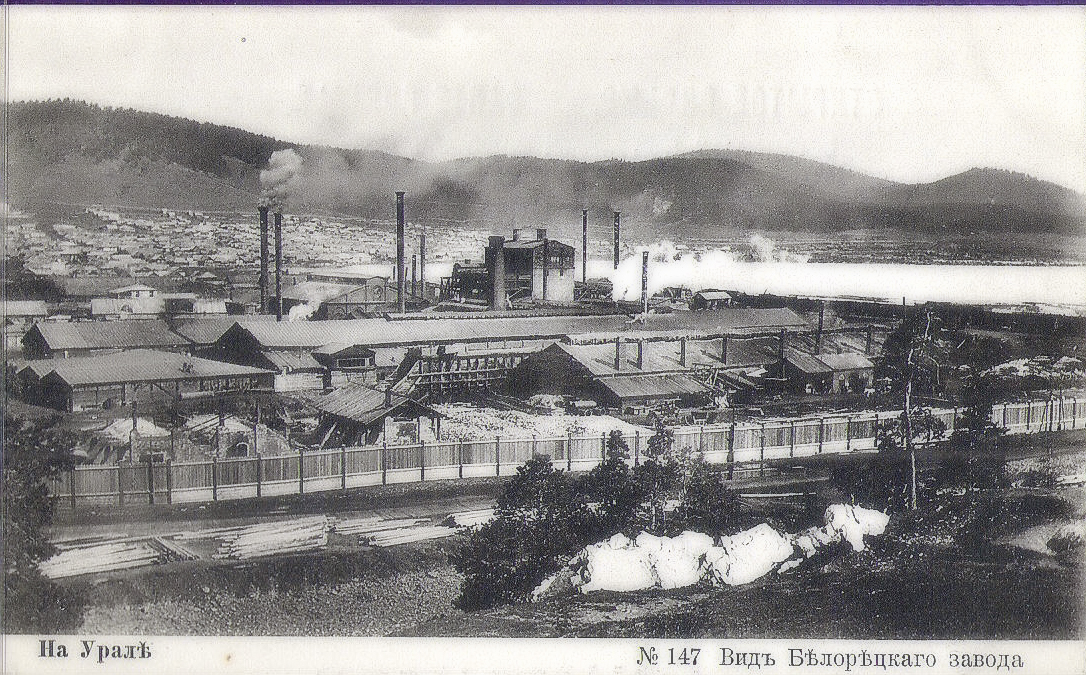
Вид Белорецкого завода
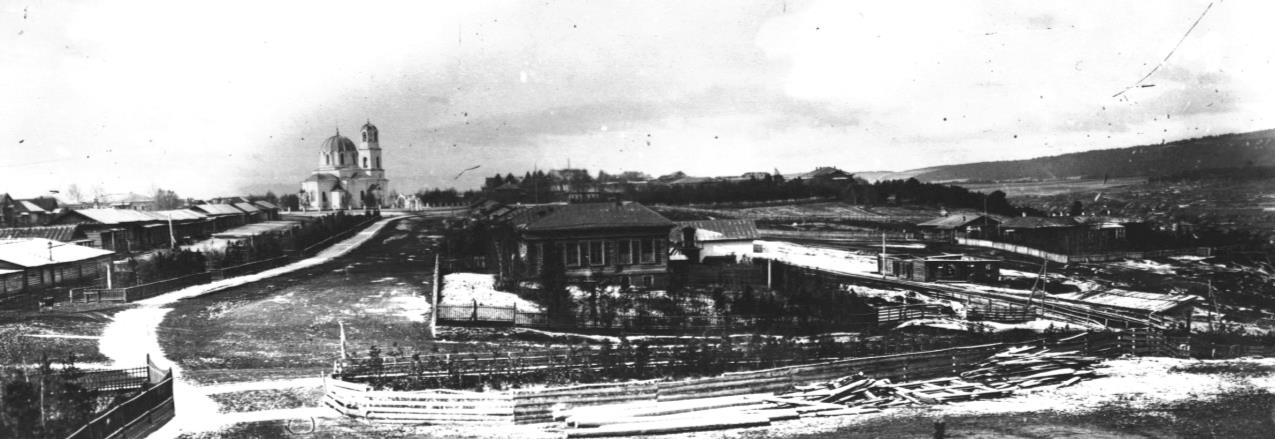
Вид на Свято-Троицкий храм и нынешнюю улицу 5-го Июля
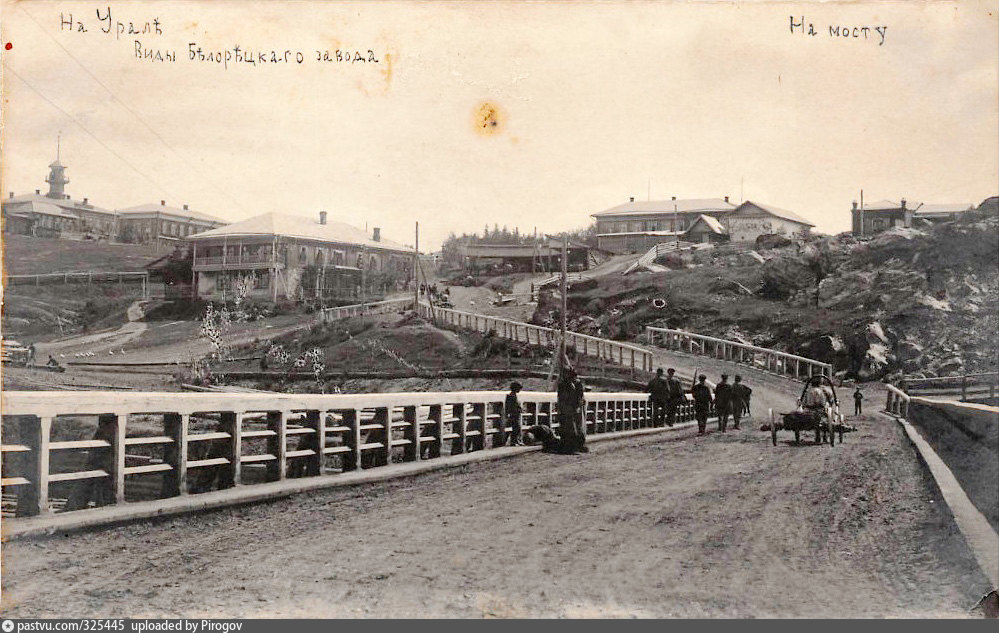
Белорецкий завод
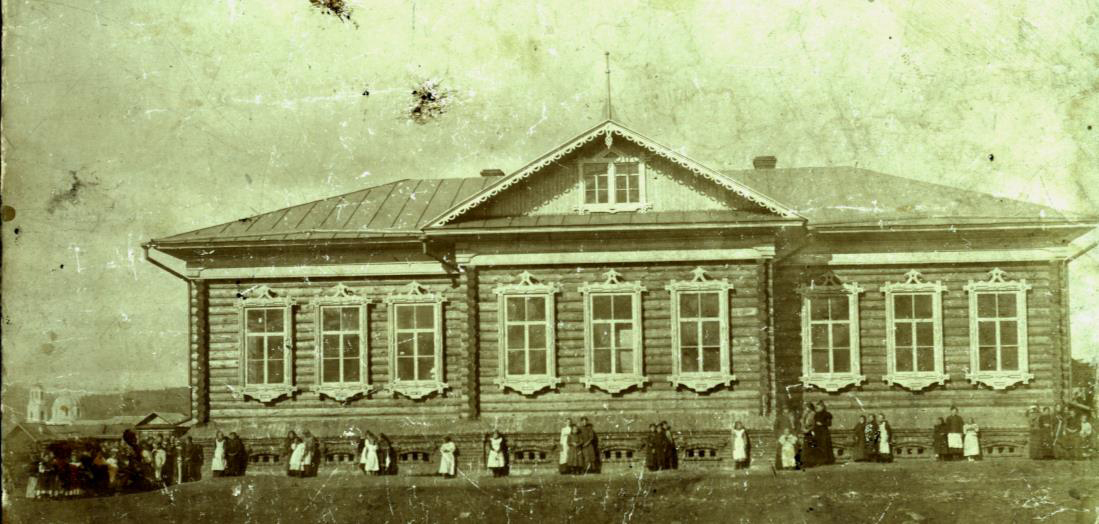
Белорецк. Министерское женское училище

## Белорецкая узкоколейная железная дорога (БЖД)
Узкоколейная железная дорога была построена в 1910—1914 годах для нужд Белорецкого завода.
Немецкие компании «Вагау» и «Артур-Копель» были главными подрядчиками строительства.
Строительство началось в 1910 году, а уже в ноябре 1912 года первый поезд отправился с Запрудовки в Тирлян.
В 1913 году закончено строительство железной дороги Запрудовка — Тирлян — Белорецк. Несколько десятилетий дорога была основной транспортной артерией для Белорецка и его предприятий.
Железная дорога соединила станцию Запрудовка (вблизи Катав-Ивановска) с Белорецком, а также с отдалёнными посёлками Инзером и Туканом. Долгое время БЖД была одной из трёх самых протяжённых подобных дорог бывшего СССР.
В 1915 году проводились изыскательские работы по строительству узкоколейной железной дороги Белорецк — Магнитная, но планам не удалось сбыться, так как началась первая мировая война.
В 2007 году дорога была демонтирована.

## XX век

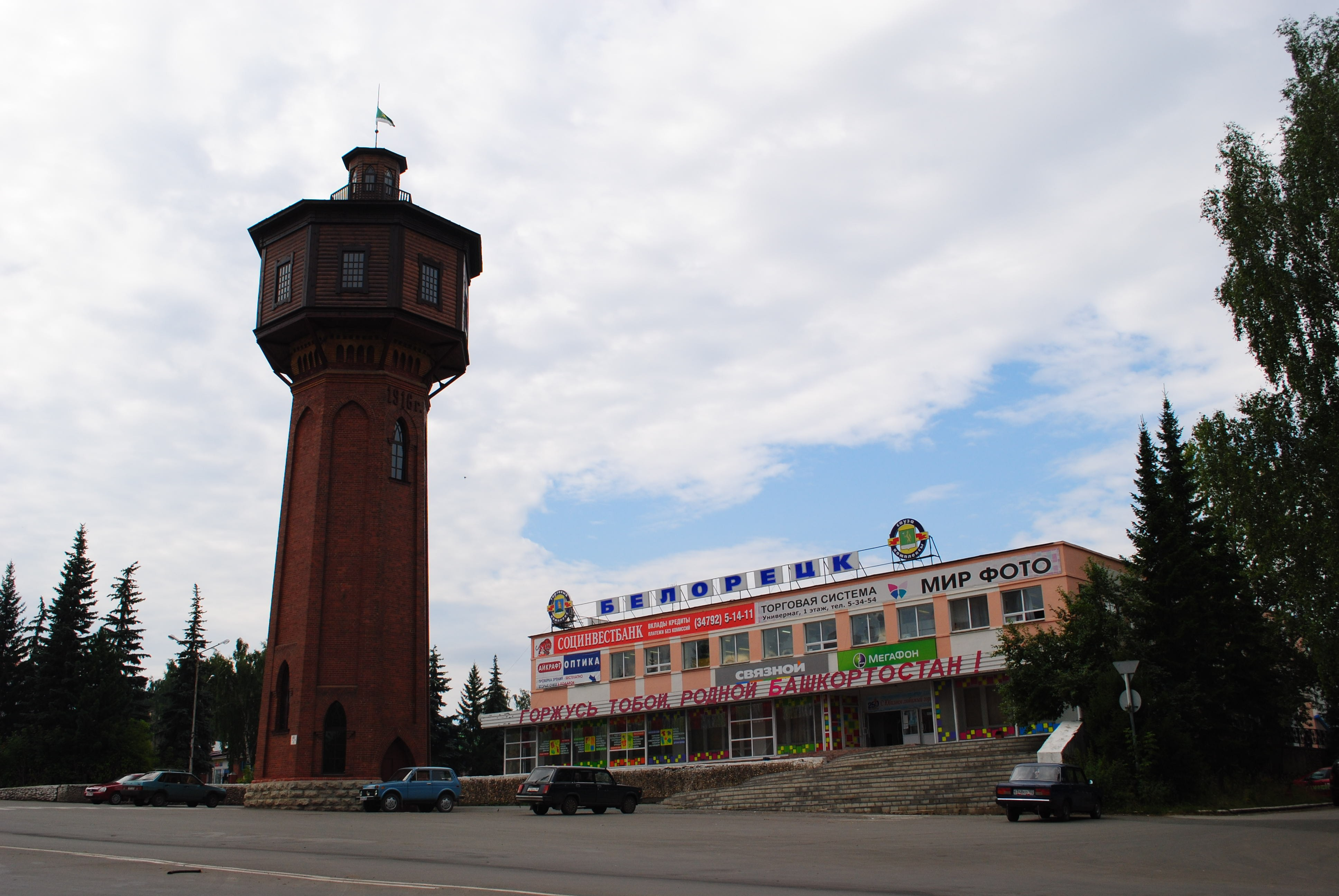
Водонапорная башня

Водонапорная башня, достопримечательность города Белорецка, памятник истории и культуры. Построена в 1916 году по немецкому проекту фирмы «Вогау и Ко» на средства Белорецкого железоделательного завода. Снабжала водой дома Верхнего селения. Водонапорная башня была самым высоким строением в городе: высота 513,6 м над уровнем моря, 18 м над уровнем земли. Сложена из красного кирпича, увенчана многогранной бревенчатой надстройкой с окнами (бельведер). В верхней части башни сооружена смотровая площадка.
К 1917 году действовали две доменные и три мартеновские печи, сутуночный и проволочный станы. Рабочие завода активно участвовали в революционном движении на Южном Урале.
В июле 1918 года из рабочих завода был сформирован 270-й Белорецкий социалистический полк, совершивший рейд в составе Уральской партизанской армии под командованием В. К. Блюхера.
Статус города Белорецк получил 22 декабря 1923 года, согласно указу Президиума Башкирского центрального исполнительного комитета Советов рабочих, крестьянских и красноармейских депутатов (БашЦИК) «О переименовании Центра Тамьяно-Катайского кантона Белорецкий завод в город Белорецк». В период коллективизации СССР начала 20-х годов в Белорецке был создан Белорецкий молокозавод с целью централизации госпоставок молока от впервые созданных башкирских колхозов
В 1952—53 гг. входил в состав Стерлитамакской области Башкирской АССР.
За годы советской власти завод реконструировался и расширялся, осваивались новые виды продукции, проводилась механизация и автоматизация производственных процессов. В 1957 году на базе металлургического завода был основан комбинат с присоединением большого Тирлянского листопрокатного завода, Туканского рудника и сталепроволочно-канатного завода. Особенно широкое развитие предприятия комбината получили в годы Великой Отечественной войны. Комбинат награждён орденом Трудового Красного Знамени (1966).
В 1970-е годы Белорецк и его окрестности стали местом съёмок сразу нескольких фильмов: приключенческих лент «Пропавшая экспедиция» и «Золотая речка», 30-серийного телефильма «Вечный зов». Белоречане снимались в эпизодах и массовых сценах. Летом 2003 года в Белорецке были сняты эпизоды фильма режиссёра Булата Юсупова «Пупок» по повести Мустая Карима «Долгое, долгое детство».

## XXI век
В 2002 г. по экономическим соображениям нового владельца — корпорации «Мечел» домны и мартены Белорецкого металлургического комбината были выведены из эксплуатации, основой производства комбината ныне является сталепроволочно-канатное производство.  С 2002 по 2003 год городу предоставлялся статус экономического благоприятствования.
В связи с реформами РЖД, с 25 марта 2009 года изменился маршрут скорого поезда Магнитогорск — Москва, проходящего через Белорецк. Теперь он заходит на уфимский вокзал в составе поезда № 675/676 Сибай — Уфа, где магнитогорские вагоны формируют в состав скорого поезда № 13 «Южный Урал» Челябинск — Москва.
С 26 мая 2013 года поезд № 345 Нижний Тагил — Адлер курсирует по новому маршруту, через Белорецк.